# نومفونيلو مابدلا
نومفونيلو مابدلا (بالإنجليزية: Nomfunelo Mabedla)‏ هي سياسية من جنوب أفريقيا تمثل المؤتمر الوطني الأفريقي (ANC) ونقابية. وهي عضوة سابقة في البرلمان في الجمعية الوطنية بين عامي 2009 و2014.

## المسار المبكر
بدأت مابدلا مسيرتها السياسية كوكيلة انتخابية في حزب المؤتمر الوطني الأفريقي في عام 1994. بعد ذلك أصبحت حارسة متجر لاتحاد التعليم الوطني والصحي والعمال المتحدين من عام 1996 إلى عام 2003 قبل أن تصبح سكرتيرة محلية لمؤتمر نقابات عمال جنوب أفريقيا. بعد ذلك في عام 2005، أصبحت نائبة رئيس المؤتمر الوطني الأفريقي لفرع بلدية جو جكابي بالإضافة إلى كونها أمينة خزينتها.

## عضوة في البرلمان

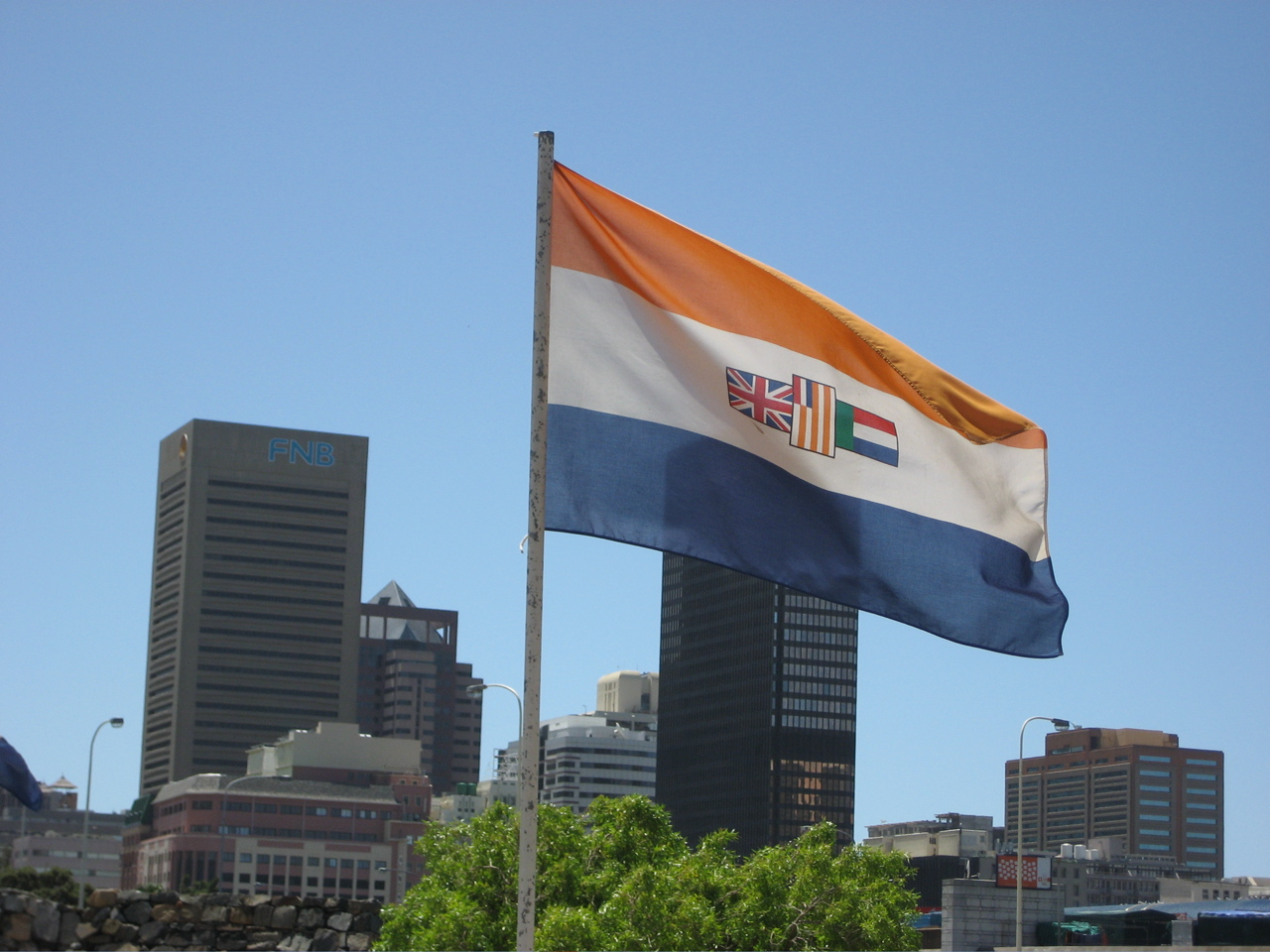
العلم القديم في القلعة والذي نجحت مابدلا في حملة لإزالته.

تم انتخاب مابدلا عضوة في البرلمان في الانتخابات العامة في جنوب أفريقيا 2009 في بلدية بيكسلي كا سيمي في كيب الشمالية. خلال فترة عملها في البرلمان، تم تعيينها عضوة في لجنة الدفاع. في عام 2012، قادت حملة لإلغاء العلم السابق لجنوب أفريقيا من متراس قلعة الرجاء الصالح في كيب تاون. وكان العالم السابق مزيجاً بين علم المملكة المتحدة وعلم هولندا والعلم الأميري، في إشارة تاريخية إلى القوى التي حكمت جنوب أفريقيا. قالت مابدلا أن تلك الأعلام تمثل الهيمنة العنصرية لجنوبي أفريقيا غير البيض وأن تلك الأعلام يجب أن تكون في متحف. ورداً على ذلك، تم الاتفاق على إزالة جميع الأعلام باستثناء العلم الحالي لجنوب أفريقيا من المتراس ووضعها في متحف القلعة.
في عام 2014، وقفت لإعادة انتخابها على القائمة الوطنية للمؤتمر الوطني الأفريقي في رقم 160. ومع ذلك، فقدت مقعدها في البرلمان في الانتخابات العامة في جنوب أفريقيا 2014 لصالح التحالف الديمقراطي.